# Quận Wilcox, Alabama
Quận Wilcox là một quận thuộc tiểu bang Alabama, Hoa Kỳ. Dân số năm 2000 là 13.183 người. Quận lỵ là Camden.